# Медісонбург (Пенсільванія)
Медісонбург (англ. Madisonburg) — переписна місцевість (CDP) в США, в окрузі Сентр штату Пенсільванія. Населення — 209 осіб (2020).

## Географія
Медісонбург розташований за координатами 40°55′42″ пн. ш. 77°31′8″ зх. д. / 40.92833° пн. ш. 77.51889° зх. д. (40.928327, -77.518868).  За даними Бюро перепису населення США в 2010 році переписна місцевість мала площу 0,20 км², уся площа — суходіл.

## Демографія
Згідно з переписом 2010 року, у переписній місцевості мешкало 168 осіб у 63 домогосподарствах у складі 47 родин. Густота населення становила 821 особа/км².  Було 65 помешкань (318/км²).
Расовий склад населення:
| - 100,0 % — білих |

До двох чи більше рас належало 0,0 %. Частка іспаномовних становила 0,0 % від усіх жителів.
За віковим діапазоном населення розподілялося таким чином: 24,4 % — особи молодші 18 років, 57,1 % — особи у віці 18—64 років, 18,5 % — особи у віці 65 років та старші. Медіана віку мешканця становила 43,5 року. На 100 осіб жіночої статі у переписній місцевості припадало 104,9 чоловіків;  на 100 жінок у віці від 18 років та старших — 92,4 чоловіків також старших 18 років.
Середній дохід на одне домашнє господарство  становив 97 504 долари США (медіана — 80 278), а середній дохід на одну сім'ю — 97 415 доларів (медіана — 80 972). За межею бідності перебувало 7,5 % осіб, у тому числі 18,5 % дітей у віці до 18 років та 0,0 % осіб у віці 65 років та старших.
Цивільне працевлаштоване населення становило 136 осіб. Основні галузі зайнятості: роздрібна торгівля — 27,9 %, транспорт — 25,0 %, фінанси, страхування та нерухомість — 16,2 %, освіта, охорона здоров'я та соціальна допомога — 15,4 %.